# アフガニスタン＝ウズベキスタン友好橋

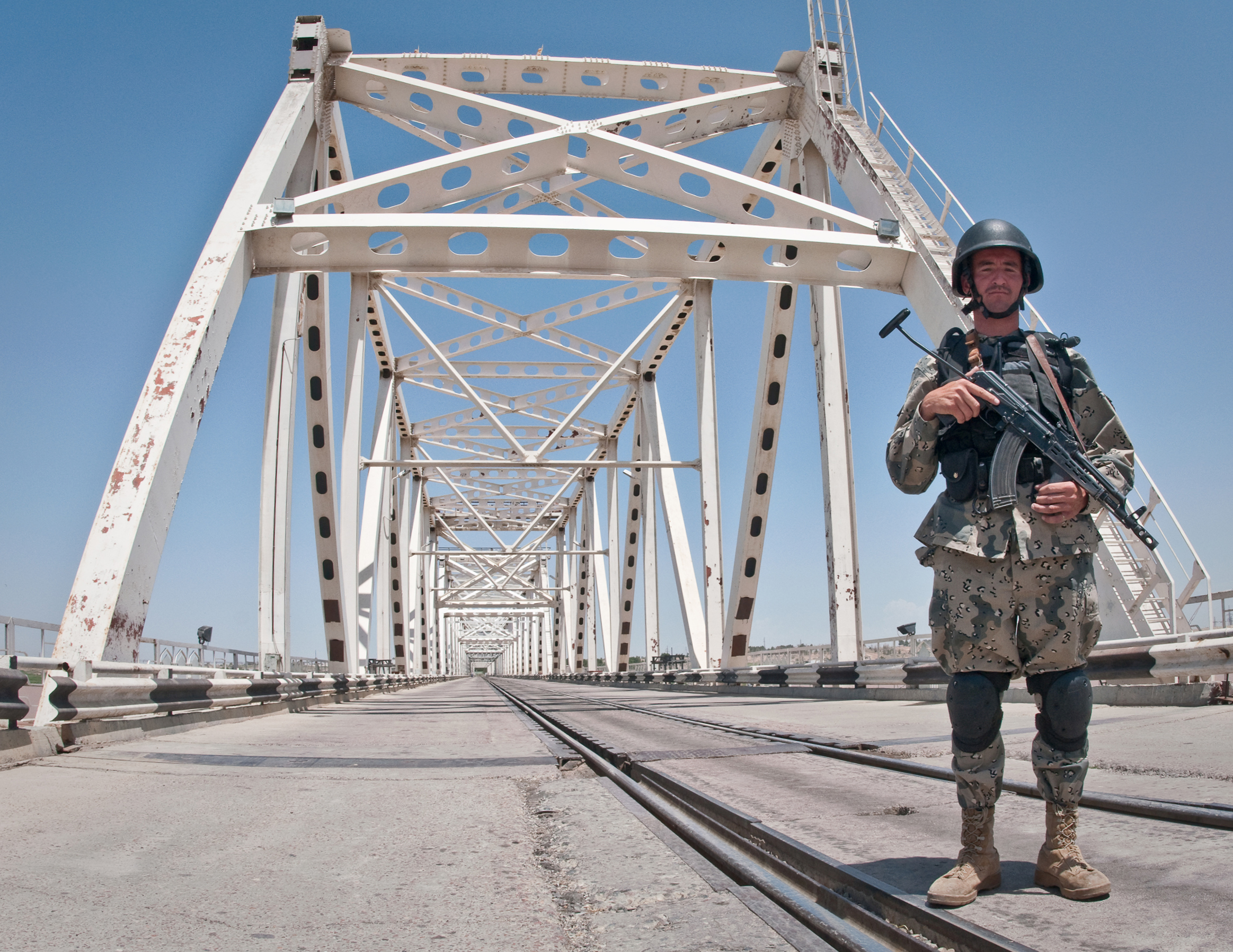
アフガニスタン＝ウズベキスタン友好橋のアフガニスタン側に立つアフガン国境警察の警備員

アフガニスタン＝ウズベキスタン友好橋（アフガニスタン＝ウズベキスタンゆうこうきょう、英語: Afghanistan–Uzbekistan Friendship Bridge）は、国境を接するウズベキスタン・スルハンダリヤ州のテルメズとアフガニスタン・バルフ州のハイーラターンの間を流れるアムダリヤ川に架かる鉄道道路併用橋である。この橋は1982年にソビエト連邦によって建設された。全長は約1km。
この鉄道道路併用橋はウズベキスタンとアフガニスタンの国境を結ぶ唯一の経路であり、西120kmの地点にはアフガニスタンとトルクメニスタンの国境がある。
1997年5月にはターリバーンがマザーリ・シャリーフを支配域に置き、北アフガニスタンに居住するターリバーンの抵抗勢力をウズベキスタンへと追放しようとした際に友好橋が閉鎖されたが、2001年12月9日に運用が再開された。2010年1月にはウズベキスタンからアフガニスタンのマザーリ・シャリーフまで橋を通過する鉄道の敷設が開始され、2011年12月に完成した。
タリバン復権後の2021年8月頃から、トラックや列車が毎日のように行きかい、特にアフガニスタンへ向かう、豆、小麦粉、日用品などの輸送が活発になっている。アフガニスタンの深刻な食糧事情が背景にある。タリバン政権は輸送を円滑にするために、ビザ免除や横行していた賄賂の取り締まりを進めている。しかし、ウズベキスタン政府は物資の往来は活発化しても、人の往来は好ましくないと考えている。実際、2021年8月には、アフガニスタン人がアフガンから逃れようと橋までやってきたが、政府は過激派の流入を警戒して、橋を数日間閉鎖している。
なお、この橋は厳重に警備されていて、地元の人でも容易に近づくことはできない。